# 汤台铁路
汤台铁路，是一条位于河南省安阳市和濮阳市境内的铁路，线路全长160.9公里，为国铁Ⅲ级标准铁路，管内企业专用线25条，由河南省地方铁路总公司濮阳分局运营。全线共设汤阴、五陵、井店、濮阳、柳屯、范县、台前7座车站和寺台、冯村、李庄、濮阳西4个乘降所。汤台铁路自京广铁路汤阴站引出，向东经过内黄县至濮阳，再向东经范县至台前。
汤台铁路与瓦日铁路汤阴至台前段110km共线，利用现有资产入股瓦日铁路，并升级为国家干线铁路。

## 历史
线路原称汤濮铁路，为窄轨铁路。汤濮铁路西起汤阴，东到清丰，另有苏村至滑县、辛庄至屯子两条支线。全长161.66公里。
汤濮地方铁路窄轨线路始于建于1962年，国家计划委员会批准从汤阴到五陵修建一条轨距为762毫米的窄轨铁路，正线长24.7公里，由河南省投资304.1万元，河南省交通设计院设计，河南省第四建筑公司施工，1962年10月动工，1963年10月建成。 五陵在当时是卫河的内河港口，水路直通天津。1964年， 国家计划委员会批准了修建五陵至濮阳段的窄轨铁路建设。安阳专区交通局工程队承担线路的设计与施工，1964年9月动工，1965年7月建成，正线长45.5公里，由河南省投资454.4万元。同时，还修建了辛庄至屯子的13公里支线，用于屯子镇附近的善化山石料场外运。濮阳至清丰段于1969年经安阳专区批准，由汤濮铁路管理局投资、设计与施工，同年10月动工，1971年7月竣工，正线长21.5公里，投资158.2万元。 1972年，汤濮铁路管理局依靠营运收入自主设计、修建了苏村（属于王庄乡，位于五陵镇卫河南岸，浚县北1.6公里）经浚县县城至滑县县城的支线，正线长29公里，投资270万元，1972年初动工，1974年1月竣工，每日往返1辆客货混装车，由于线路布局不够合理，通车后基本无货可运，乘客也很少，亏损较严重。 伏道至辛庄区间，原为直线，翻越瓦岗乡所在的火龙岗，纵坡达13‰。为提高窄轨机车牵引定数，1974年至1977年对该区间改线，向北绕道至龙虎村为半圆形，纵坡下降到5‰，窄轨机车牵引定数由270吨提高到500吨。 
随着濮阳与中原油田的发展，窄轨铁路已经不适应运量需求。1984年，河南省计划委员会批准了汤濮窄轨铁路改建为准轨铁路的计划，由郑州铁路局勘察设计院进行设计。工程概算总投资为5589.84万元，由濮阳市地方铁路局负责贷款筹集资金，铁道部第十五工程局及周口地方铁路局等9个施工单位分段包干施工。1987年3月正式开工，1987年9月底正线贯通典礼。西起汤阴与京广铁路接轨，东至濮阳市，正线长73.57公里。1989年，汤濮铁路改建善后工程移交濮阳市建设。濮阳市地方铁路局在开办临时运输的同时，继续筹集资金，陆续完成汤阴交接场、濮阳三角线、车站站线等遗留工程的线路维修、完善和配套设施建设。
1993年12月30日，河南省计经委批准了关于濮阳至台前段修建的可行性报告。1994年5月17日河南省政府成立“河南省濮台铁路建设指挥部”。1995年3月10日濮阳至柳屯段开工，6月26日全线贯通，长19.6公里。柳屯至范县段，正线长35.4公里，1996年9月开工，1997年6月贯通。范县至台前段，正线长31公里，1997年3月开工，1997年12月31日贯通。濮阳至台前新建准轨铁路贯通，全长87.7公里，并被重命名为汤台铁路。这时，从国铁发往汤台铁路的货物，需在国铁汤阴站或台前站办理中转过轨手续，进入汤台铁路的国铁车辆要原路返回，即东进东出，西进西出。2004年3月1日起，经铁道部批准，汤台铁路与国铁各营运站正式开办直通运输，货物运输实行一票直通，进入地铁的国铁车辆可按最短径路排出，从而简化了运输手续。
2011年汤台铁路完成运量778.7万吨，周转量达到93212.88万吨公里。每公里实现周转量582万吨公里。
由于瓦日铁路（山西中南部铁路）即将通车运营，2014年12月21日，郑州铁路局正式接管了汤台铁路调度指挥权。汤台铁路全部职工由郑州铁路局各站段吸收。
根据郑州铁路局安排，汤台铁路汤阴至濮阳段自2016年3月18日起开行郑州至濮阳K7965/7968次客运列车。标志着濮阳从1983年建市开始，长达33年不通国铁客运的历史结束了。